# فرودگاه بنالتو/هیلمانز فارم
فرودگاه بنالتو/هیلمانز فارم (به انگلیسی: Benalto/Hillman's Farm Aerodrome) یک فرودگاه خصوصی است که یک باند فرود چمن دارد و طول باند آن ۸۵۳ متر است. این فرودگاه در کشور کانادا قرار دارد و در ارتفاع ۹۲۰ متری از سطح دریا واقع شده‌است.